# Ctenucha braganza
Ctenucha braganza är en fjärilsart som beskrevs av William Schaus 1892. Ctenucha braganza ingår i släktet Ctenucha och familjen björnspinnare. Inga underarter finns listade i Catalogue of Life.